# Крэчун, Адриана
Адриана Габриэла Крэчун (рум. Adriana Gabriela Crăciun, в девичестве — Цэкэлие (рум. Țăcălie), род. 29 января 1989 года в Слатине) — румынская гандболистка, левый полусредний французского клуба «Флёри Луаре».

## Карьера

### Клубная
Воспитанница школы клуба «Ольтким» (Рымнику-Вылча), выступала до 2011 года в его составе. Сезон 2011/2012 провела в черногорской «Будучности», с которой выиграла Лигу чемпионов ЕГФ. С 2012 года выступает за брашовскую «Корону».

### В сборной
Сыграла 38 игр и забила 58 голов. Участница чемпионатов Европы 2012 и 2014 годов и чемпионата мира 2013 года.